# NGC 44
إن جي سي 44 (NGC 44) هو نجم ثنائي (كل منهما من نوع F4) يقع في كوكبة المرأة المسلسلة. كان أولى من سجلها جون هيرشيل في 22 نوفمبر عام 1827. وأشار إلى «لا ينظر إليها إلا في أوضح الليل» وأنه «خافت للغاية، صغيرة جدا».

## وصلات خارجية
- NGC 44 على موقع ويكي سكاي: DSS2, SDSS, GALEX, IRAS, Hydrogen α, X-Ray, Astrophoto, Sky Map, Articles and images

- SEDS